# Chet Holmgren
Chet Holmgren (* 1. Mai 2002 in Minneapolis) ist ein US-amerikanischer Basketballspieler. Er wurde beim Draftverfahren der NBA im Juni 2022 an zweiter Stelle ausgewählt. Zuvor spielte er an der Gonzaga University.

## Werdegang
Holmgren war als Jugendlicher Mitglied der Schulmannschaft der Minnehaha Academy und machte sich in den Vereinigten Staaten landesweit als Ausnahmebegabung einen Namen. Er wurde unter anderem als bester High-School-Spieler der USA des Jahres 2020 ausgezeichnet. In seiner letzten Saison vor dem Wechsel in die NCAA erzielte Holmgren für die Minnehaha Academy im Schnitt 21 Punkte und 12,3 Rebounds je Begegnung.
Auch in seinem einzigen Spieljahr (2021/22) an der Gonzaga University überzeugte Holmgren und empfahl sich mit Mittelwerten von 14,1 Punkten sowie 9,9 Rebounds und 3,7 Blocks je Einsatz für einen schnellen Wechsel ins Profilager. Vor allem seine gute Ballbeherrschung, seine Beweglichkeit, sein Wurf, seine Stärken in der Verteidigung, seine langen Arme und seine Vielseitigkeit, gepaart mit seiner Körpergröße, machten ihn im Schüleralter und als Hochschulsportler zu einem Spieler mit Seltenheitswert, während wegen seines geringen Körpergewichts Zweifel an Holmgrens Tauglichkeit für den Profisport erhoben wurden.
Die Oklahoma City Thunder entschieden beim NBA-Draftverfahren im Juni 2022, sich Holmgrens Dienste zu sichern. Am 25. August 2022 wurde bekanntgegeben, dass bei Holmgren aufgrund eines Bänderrisses im rechten Fuß, den er sich während eines Spiels in einer in Seattle ausgetragenen Sommerliga zugezogen hatte, ein Eingriff vorgenommen werden müsse und er seine gesamte Rookie-Saison verpassen würde. Ende Oktober 2023 bestritt er sein erstes NBA-Spiel.
In der Saison 2024/25 gewann er mit Oklahoma City den NBA-Meistertitel. Zum entscheidenden Sieg gegen Indiana trug Holmgren im Juni 2025 18 Punkte, acht Rebounds und fünf Blocks bei. Letzterer Wert war eine neue Bestmarke für ein siebtes Spiel einer NBA-Finalserie.

### Nationalmannschaft
Holmgren wurde 2021 mit der Mannschaft der Vereinigten Staaten U19-Weltmeister.

### Familie
Holmgrens Vater Dave spielte von 1984 bis 1988 Basketball an der University of Minnesota.

## Karriere-Statistiken

### NBA

#### Hauptrunde
| Saison  | Team          | GP | GS | MPG  | FG % | 3P % | FT % | RPG | APG | SPG | BPG | PPG  |
| ------- | ------------- | -- | -- | ---- | ---- | ---- | ---- | --- | --- | --- | --- | ---- |
| 2023–24 | Oklahoma City | 82 | 82 | 29.4 | .530 | .370 | .793 | 7.9 | 2.4 | 0.6 | 2.3 | 16.5 |
| Gesamt  | Gesamt        | 82 | 82 | 29.4 | .530 | .370 | .793 | 7.9 | 2.4 | 0.6 | 2.3 | 16.5 |

#### Play-offs
| Saison  | Team          | GP | GS | MPG  | FG % | 3P % | FT % | RPG | APG | SPG | BPG | PPG  |
| ------- | ------------- | -- | -- | ---- | ---- | ---- | ---- | --- | --- | --- | --- | ---- |
| 2023–24 | Oklahoma City | 10 | 10 | 34.5 | .496 | .260 | .758 | 7.2 | 2.1 | 0.7 | 2.5 | 15.6 |
| Gesamt  | Gesamt        | 10 | 10 | 34.5 | .496 | .260 | .758 | 7.2 | 2.1 | 0.7 | 2.5 | 15.6 |